# Abraxas suspecta
Abraxas suspecta là một loài bướm đêm thuộc họ Geometridae. Nó được Warren miêu tả năm 1894. Nó được tìm thấy ở Trung Quốc.
There are four generations per year.
Ấu trùng ăn Euonymus japonicus. The species overwinters as a pupa.